# Ленинский район (Акмолинский округ)
Ленинский район — единица административного деления Акмолинского округа Казакской АССР, существовавшая в 1928—1930 годах. Центр — село Оксановское.
Ленинский район был образован в 1928 году в составе Акмолинского округа на базе Воровской и части Санниковской волостей Акмолинского уезда Акмолинской губернии, а также части Советской волости Атбасарского уезда той же губернии. В 1930 году район был упразднён, а его территория разделена между Акмолинским, Атбасарским и Сталинским районами.